# İTÜ Basket
L'İTÜ Basket, noto anche come Sigortam.net İTÜ Basket, è una società cestistica avente sede a Istanbul, in Turchia. Fondata nel 2017, gioca nel campionato turco.
Disputa le partite interne nell'İTÜ Ayazağa Spor Salonu, che ha una capacità di 2.500 spettatori.

## Roster 2019-2020
Aggiornato al 18 gennaio 2020.
|    | Naz.                   | Ruolo | Sportivo         | Anno | Alt. | Peso |  |
| -- | ---------------------- | ----- | ---------------- | ---- | ---- | ---- |  |
| 0  | Turchia (bandiera)     | G     | Utku Saraloğlu   | 1996 | 188  |      |  |
| 1  | Turchia (bandiera)     | A     | Burak Selen      | 1988 | 202  |      |  |
| 3  | Turchia (bandiera)     | GA    | Semih Say        | 1998 | 194  |      |  |
| 4  | Turchia (bandiera)     | PG    | Mehmet Yağmur    | 1987 | 185  | 85   |  |
| 8  | Stati Uniti (bandiera) | P     | Kevin Dillard    | 1989 | 183  | 83   |  |
| 9  | Turchia (bandiera)     | G     | Oğulcan Baykan   | 1986 | 198  | 80   |  |
| 10 | Turchia (bandiera)     | PG    | Yunus Akçay      | 1989 | 191  |      |  |
| 11 | Turchia (bandiera)     | G     | Cenk Akyol       | 1987 | 198  | 94   |  |
| 13 | Stati Uniti (bandiera) | AG    | Cole Huff        | 1994 | 203  | 100  |  |
| 14 | Turchia (bandiera)     | C     | Ramazan Tekin    | 1993 | 214  | 108  |  |
| 21 | Turchia (bandiera)     | PG    | Alp Oktay        | 2001 | 189  |      |  |
| 33 | Stati Uniti (bandiera) | AC    | Antonio Campbell | 1994 | 206  | 120  |  |
|    | Turchia (bandiera)     | P     | Erbil Eroğlu     | 1993 | 194  | 82   |  |

### Staff tecnico
| Allenatore: | Andaç Yapıcıer |
| Assistente: | Sinan Kağitçi  |